# Котуш (Румунія)
Котуш (рум. Cotuș) — село у повіті Муреш в Румунії. Входить до складу комуни Синджорджу-де-Муреш.
Село розташоване на відстані 262 км на північний захід від Бухареста, 8 км на схід від Тиргу-Муреша, 84 км на схід від Клуж-Напоки, 125 км на північний захід від Брашова.

## Населення
За даними перепису населення 2002 року у селі проживали 358 осіб.
Національний склад населення села:
| Національність | Кількість осіб | Відсоток |
| -------------- | -------------- | -------- |
| угорці         | 349            | 97,5%    |
| румуни         | 9              | 2,5%     |

Рідною мовою назвали:
| Мова      | Кількість осіб | Відсоток |
| --------- | -------------- | -------- |
| угорська  | 350            | 97,8%    |
| румунська | 8              | 2,2%     |